# Poluant organic persistent
Poluanții organici persistenți (cu acronimul POP) sunt compuși organici rezistenți la acțiunea chimică, biologică și fotolitică a agenților de mediu, deci fiind rezistenți la degradare.
Sunt cunoscuți 12 astfel de poluanți organici persistenți care au proprietăți toxice, influențând negativ viața organismelor vii. Există mai multe categorii de POP:
- pesticidele: aldrina, dildrina, diclor-difenil-tetracloretanul (DDT), heptaclorul, mirexul, clordanul, taxofena, endrina;
- substanțele chimice industriale: hexaclorobenzolul (HCB) – se utilizează și în calitate de pesticid, bifenilii policlorurați (policlorobifenilul, PCB);
- produsele secundare rezultate din procesul de ardere: dioxinele (în special policlorodibenzo-para-dioxine), furanii (în special policlorodibenzofurani).

Mulți POP sunt sau au fost utilizați ca și pesticide, solvenți, produse farmaceutice și substanțe chimice industriale. Deși unii POP sunt produși și pe cale naturală, precum în vulcani și pe unele căi metabolice, majoritatea sunt fabricați de om prin sinteză chimică totală.